# دوره متونی

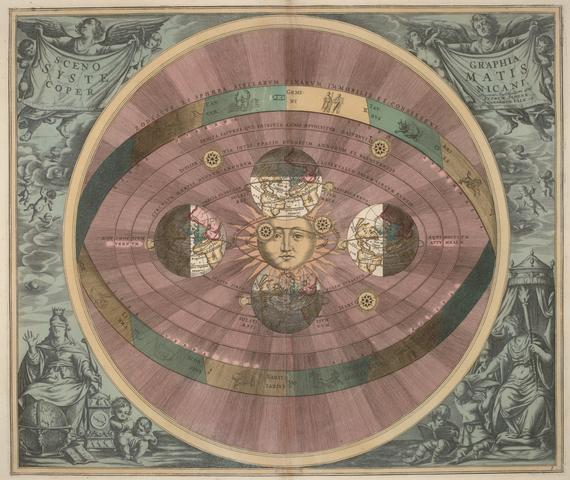
منطومهٔ شمسی خورشید مرکز

در مطالعات مربوط به تقویم و ستاره‌شناسی، دورۀ متونی یا اندکاتریس(Enneadecaeteris)(واژه‌ای با اصل یونانی به معنای ۱۹ سال) به دوره‌ای گفته می‌شود که خیلی نزدیک به ۱۹ سال است. چیزی که در مورد این دوره جالب توجه می‌باشد اینست که دورۀ متونی کوچک‌ترین مضرب مشترک میان سال خورشیدی و ماه قمری است.
متون، ستاره‌شناس یونانی که از اهالی آتن بود، دریافت که ۱۹ سال خورشیدی تقریباً معادل با ۲۳۵ ماه قمری است و اگر این دوره را بر حسب روز بیان کنیم معادل ۶٬۹۴۰ روز می‌شود.
بسته به این که سال خورشیدی چگونه محاسبه شود، اختلاف میان ۱۹ سال خورشیدی و ۲۳۵ ماه قمری فقط در حد چند ساعت است.